# 里普卡叛亂
利普卡叛亂，是1672年利普卡韃靼人旗兵發動的叛變。直接原因是波蘭立陶宛聯邦長期拖欠士兵的工資，也跟他們的既定權限和宗教自由的限制的增加有些影響。

## 背景

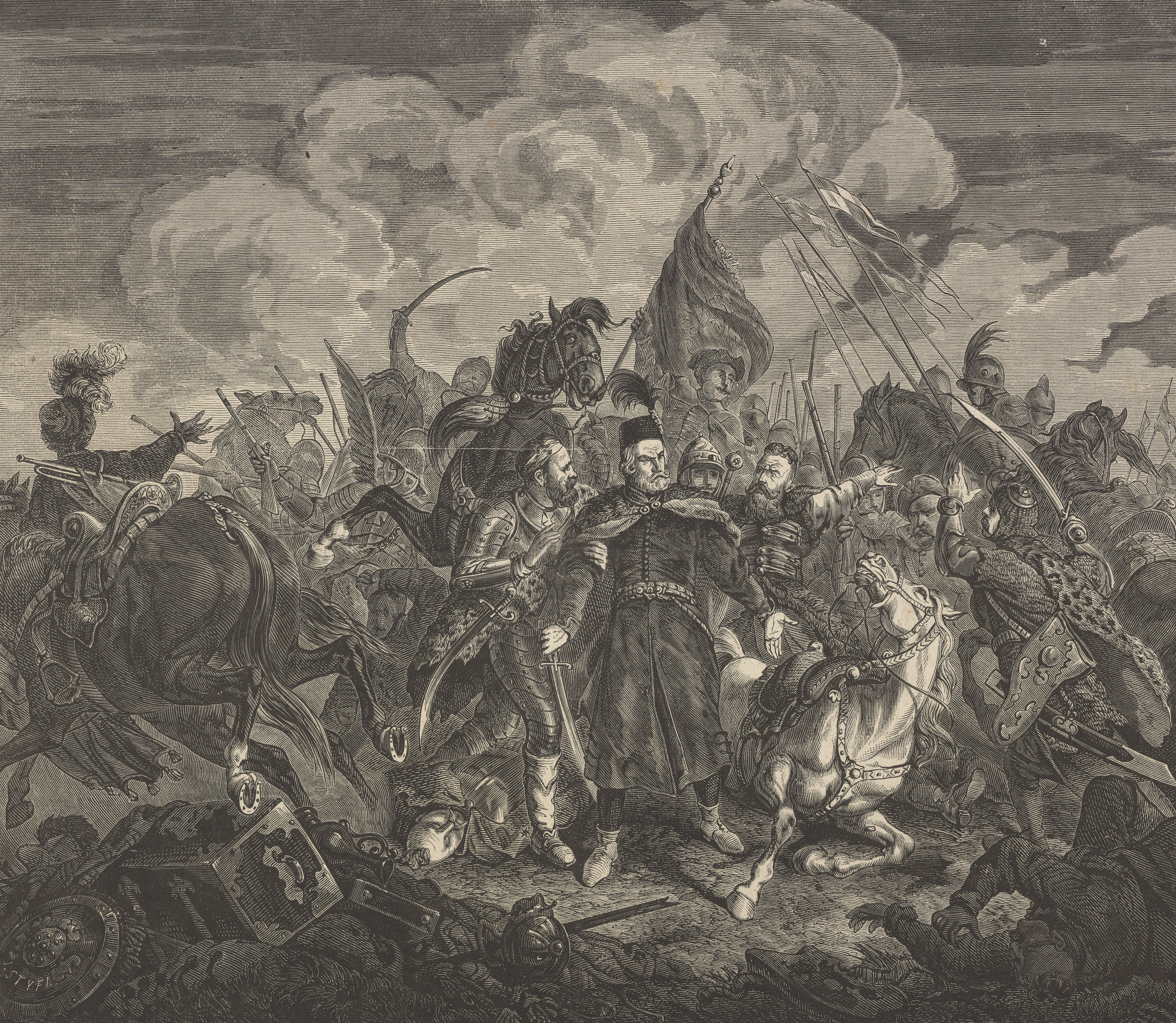
在楚措拉戰役中，利普卡人與波蘭立陶宛聯邦正在和鄂圖曼帝國交戰

利普卡韃靼人是一群自14世紀起定居在立陶宛大公國的韃靼人，後來他們成為波蘭立陶宛聯邦的一部分。他們被賦予了崇高的地位，並在格倫瓦德之戰中為波蘭立陶宛一方而戰。他們在該聯邦內形成了一個軍事種姓，同時保留了他們的伊斯蘭教和韃靼傳統。
在這次叛亂之前，利普卡韃靼人都在盡職盡責地為波蘭立陶宛聯邦服務，他們還被認為是其中最優秀、最忠誠的士兵。最好的證明是在十六世紀初，當時克里米亞汗國的使者曾試圖說服他們背叛該聯邦，但他們的回應是：
上帝和先知都沒有命令你去搶劫，也沒有命令我們去忘恩負義。打敗你們，只會被我們當成是殺死了普通土匪，而非兄弟。
隨後在1633年的波蘭鄂圖曼戰爭期間，利普卡人在楚措拉戰役、荷丁戰役中，與穆罕默德·阿巴齊帕夏率領的鄂圖曼帝國軍隊與克里米亞汗國軍隊交戰。
然而，波立聯邦與利普卡人的關係在17世紀下半葉開始惡化：隨著赫梅利尼茨基起義與俄羅斯的入侵，導致大量韃靼人的生計設施遭到摧毀；與此同時，波立聯邦僱傭了不少非利普卡韃靼人充當韃靼僱傭軍，而他們經常在混亂和紀律鬆懈的情況下，掠奪當地的農場和土地。種種原因再加上反宗教改革愈發不可收拾與其傳統宗教自由的壓縮,，導致越來越多的波蘭什拉赫塔（貴族）用敵視的心態看待所有韃靼人──包含利普卡人在內，這最終導致波立聯邦在1667年通過了一些法律，取消了韃靼人特權與限制他們宗教自由，並且，議會進一步決定，他們只支付拖欠韃靼士兵的四分之一工資（瓦拉幾亞部隊亦然）。
儘管利普卡人的動盪不安使得波蘭國王揚·卡齊米日在退位前廢除該法律，但對他們（利普卡人）而言，這個侮辱已經發生，而且至關重要的是，他們工資從未按承諾來支付。

## 叛變

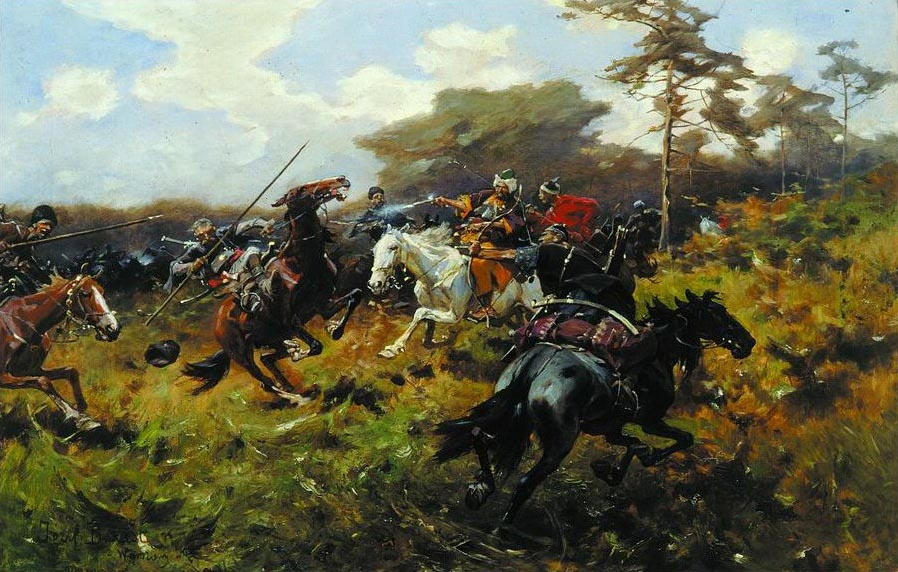
《與韃靼人的戰鬥》，由約瑟夫·勃蘭特所畫，時間為1890年

共有2000-3000名利普卡人參與這場叛亂，但具體數字尚不確定。其中，值得注意的是，只有在波蘭王國王冠領地中服役的韃靼部隊爆發叛亂，而在立陶宛大公國服役的部隊則無。一些消息來源還指出，除了他們以外，一些被赫梅利尼茨基起義而被剝奪生計的切列米斯人（數量未知）也加入了該叛亂。
由於這場叛亂的因素，利普卡人一時成為鄂圖曼蘇丹穆罕默德四世的臣民。最初，叛亂部隊與鄂圖曼盟軍哥薩克指揮官彼得·多羅申科聯手，等待蘇丹軍隊對波立聯邦的入侵。在1672年的波蘭鄂圖曼戰爭中，由於利普卡人對當地環境相當熟悉，因此他們充當蘇丹的主力軍之嚮導兼偵察兵，是以，他們對波立聯邦造成了極大的傷害。叛亂的旗兵（領導者）亞歷山大·克雷琴斯基被蘇丹封為巴爾貝伊，以作為他叛逃的獎勵。
當鄂圖曼帝國主力軍隊圍攻卡緬涅茨-波多利斯基時，利普卡部隊掠奪並燒毀了波多利亚之周邊地區，有幾次，一些身著波蘭制服的利普卡人會裝作盟友騎進波蘭村莊，然後再迅速突擊並俘虜那些來不及反應的驚訝居民。在鄂圖曼軍隊卡緬涅茨攻陷後，蘇丹在其周圍安置了一些利普卡人，後來在叛亂結束後，這些人成為了那些沒有返回波立聯邦的韃靼人。直到今天，這些卡緬涅茨利普卡人仍然堅持他們自己的傳統。
然而很快地，克雷琴斯基手下的大多數韃靼士兵都對他們在蘇丹手下的命運感到不滿。在卡緬涅茨陷落的同一個月，克雷琴斯基的一些上尉向波蘭指揮官揚三世·索別斯基發出了一封密信，其中包括韃靼人願意回到波蘭立陶宛聯邦的十個條件。起初，這個信件並沒有被接受。

## 返回波蘭立陶宛聯邦

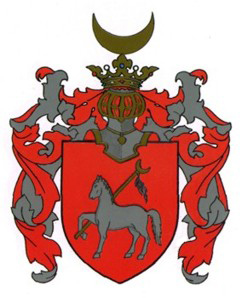
「阿拉茲」──韃靼貴族徽章

最終，這場叛亂說停就停了。波立聯邦內的韃靼人基本已經習慣於在波蘭立陶宛聯邦內擔任特權職位並行使許多個人自由的生活，結果他們發現他們很難接受來自蘇丹嚴格而絕對的統治，更何況連同他們的指揮官，都被鄂圖曼人分配到巴爾去──那裏當時因為戰火而相當貧瘠，對普通士兵來說並無任何價值。早在1673年，韃靼人們就在巴爾發生暴動，他們俘虜並殺害了克雷琴斯基；與此同時，波蘭立陶宛軍隊開始扭轉先前的戰爭劣勢，並取得了許多勝利（例如第二次荷丁戰役）。1674年，揚·索別斯基佔領了由利普卡人防守的巴爾，然而他並沒有懲罰叛變者，而是允許他們回歸以前的待遇。在與瑞典的戰爭中，索別斯基曾指揮過一支2000人的韃靼騎兵團，期間韃靼人和索別斯基相互尊重。隨後多數利普卡人返回了波立聯邦，而當最後一批叛變的利普卡部隊於1691年回歸，叛亂結束。

## 後果
多虧了波蘭國王索別斯基，1679年時韃靼人被恢復特權和其宗教自由，拖欠的工資則用土地不動產來支付（其中一些來自索別斯基的私人財產）。大多數授予的財產都聚集在波蘭東部，而且還是永久的，作為交換，波蘭希望利普卡人未來能繼續為之服役（而在隨後的所有戰爭中，利普卡人都做了適當的履行）。正規士兵可以獲得小型的農場，而軍官擁有較大的土地。當地的一個傳說說，國王向一位特別傑出的鐵騎大將Olejewski許諾，他可在一天之內騎著一匹馬到處晃晃。
在隨後的幾年，利普卡人一直效忠於波立聯邦，1683年，他們在索別斯基營救維也納的過程中，協助索別斯基作戰（韃靼上校塞繆爾·米爾扎·克熱佐夫斯基在帕卡尼的後續戰鬥中挽救了國王的生命）。他們對波蘭、立陶宛的效忠即使在波蘭被瓜分後仍堅定不移，它們為了波蘭與立陶宛的獨立發動了數場起義。在波蘭獨立後，他們甚至仍繼續待在軍隊中服役，並在德國入侵波蘭時為後者而戰。

## 註腳
1. 1 2 3  http://zahid.fm.interia.pl/ 的存檔，存档日期2009-06-14., "Tatarzy Polscy" (Polish Tatars),  的存檔，存档日期2010-06-02. (PDF)
2. ↑  Polska Akademia Nauk (Polish Academy of Sciences), "Tatarzy w Służbie Rzeczypospolitej" (Tatars in the service of the Commonwealth) in "Czasopismo prawno-historyczne", Państwowe Wydawn. Naukowe, 1987, v. 39, pg. 49  （页面存档备份，存于）
3. 1 2 3 4  .   [2022-04-12]. （原始内容存档于2016-10-05）.
4. 1 2  Daniel Stone, "The Polish-Lithuanian state, 1386-1795", University of Washington Press, 2001, pgs. 14, 211, 232  （页面存档备份，存于）,  （页面存档备份，存于）,  （页面存档备份，存于）
5. ↑  Leszek Podhorodecki, Chanat krymski i jego stosunki z Polską w XV-XVII w" (The Crimean Khanate and its relationship with Poland during the 15th-17th centuries), Książka i Wiedza, 1987, pg. 279,
6. 1 2 3  Piotr Borawski, "Tatarzy w dawnej Rzeczypospolitej" (Tatars in the old Commonwealth), Ludowa Spółdzielnia Wydawnicza, 1986, pg. 316,  （页面存档备份，存于）
7. ↑  Z. Abrahamowicz and J. Reychmann, "The origins and history of the Lipka Tatars", Extract from the Online Encyclopaedia of Islam
published by Brill Academic Publishing, from  （页面存档备份，存于）, accessed on 4/27/09
8. ↑  Many of the Lipkas were themselves part of the szlachta, however, they were not numerous relative to non-Tatar szlachta
9. ↑  Jan Kazimierz in fact extended the Tatar privileges from Tatar nobility to ordinary Tatars
10. 1 2  Piotr Borawski, Aleksander Dubiński, "Tatarzy polscy: dzieje, obrzędy, legendy, tradycje", (Polish Tatars: their story, customs, legends and traditions), Iskry, 1986, pg. 42,  （页面存档备份，存于）
11. 1 2 3 4  Grzegorz Rąkowski, "Polska egzotyczna: przewodnik", Rewasz, 1999, pg. 201  （页面存档备份，存于）
12. ↑  Borowski, pg. 166
13. ↑  At this battle, 3 regiments of Lithuanian Lipkas, who never joined the mutiny fought on the Polish–Lithuanian side
14. ↑  Konstanty Górski, "Historya piechoty polskiej" (History of Polish infantry), Nakł. Księg. Spółki Wydawniczej Polskiej, 1893, pg. 107,  （页面存档备份，存于）
15. 1 2  Katarzyna Warmińska, "Tatarzy Polscy: tożsamość religijna i etniczna" (Polish Tatars: Their ethnic and religious identity), Universitas, 1999, pg. 205,  （页面存档备份，存于）
16. ↑  Marzena Godzińska, "Polish Tatars", Polish Embassy in Ankara, Turkey, retrieved from: （页面存档备份，存于） on 4/27/09
17. ↑  One possible exception would be that, in the 18th century, the Lipka Tatars sided with Stanisław Leszczyński against August II in the struggle for the Polish Crown
18. 1 2  M. Verkuyten, "The Social Psychology of Ethnic Identity", Psychology Press, 2005, pg. 243,  （页面存档备份，存于）